# Miconia clathrantha
Miconia clathrantha är en tvåhjärtbladig växtart som beskrevs av José Jéronimo Triana och Célestin Alfred Cogniaux. Miconia clathrantha ingår i släktet Miconia och familjen Melastomataceae. Inga underarter finns listade i Catalogue of Life.